# 米日利斯西亞 (弗拉基米爾-沃倫斯基區)
50°50′32″N 24°31′56″E / 50.84222°N 24.53222°E
米日利斯西亞（烏克蘭語：Міжлісся），是烏克蘭西北部的村莊，隸屬沃倫州的沃洛德米爾區。該村始建於1565年，面積0.26平方公里，海拔高度213米，2001年人口61，人口密度每平方公里235.52人。